# Royal Scottish National Hospital

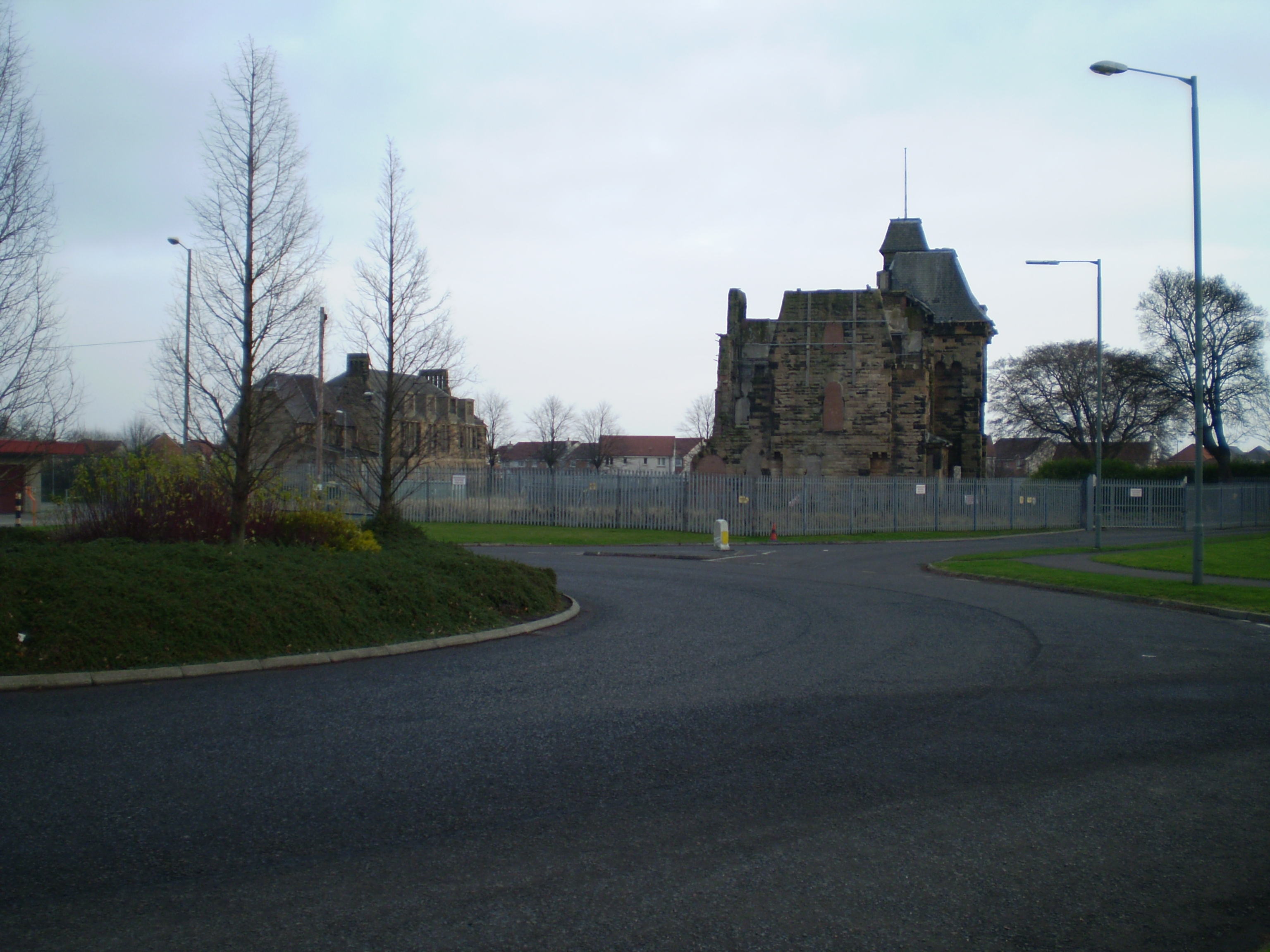
Royal Scottish National Hospital

Das Royal Scottish National Hospital war ein Krankenhaus in der schottischen Stadt Larbert in der Council Area Falkirk. 1990 wurde das Bauwerk in die schottischen Denkmallisten zunächst in der Kategorie B aufgenommen. Die Hochstufung in die höchste Kategorie A erfolgte 2001. Der Denkmalschutz endete mit dem Abbruch der Gebäude 2014.

## Geschichte
Auf Grund seiner zentralen Lage im Bevölkerungsschwerpunkt Schottlands wurde Larbert als Standort für das psychiatrisch ausgerichtete Landeskrankenhaus ausgewählt. Das Hauptgebäude wurde nach einem Entwurf des Architekten Frederick Thomas Pilkington zwischen 1862 und 1864 erbaut. Die Gesamtkosten beliefen sich auf rund 11.000 £. Die Lizenz zum Betrieb der Einrichtung wurde 1864 erteilt. Weitere Außengebäude kamen zwischen 1864 und 1870 hinzu. Spätestens seit 1989 steht das Gebäude leer.
Im Februar 1991 erfolgte ein Eintrag in das Register gefährdeter, denkmalgeschützter Bauwerke in Schottland. Im Rahmen einer Ortsbegehung wurden Erosion sowie ein undichtes Dach festgestellt. Im selben Jahr wurde ein Antrag auf Abriss der Gebäude eingereicht, um das Gelände als Industriegebiet zu entwickeln. Die Genehmigung wurde erteilt, erstreckte sich jedoch nicht auf die beiden separat denkmalgeschützten Gebäude. Mehrfach beantragte der Regionalrat von Falkirk im folgenden Jahrzehnt den Abriss, scheiterte jedoch in allen Fällen. Seit 1996 wird nach einem Käufer zur Restaurierung und Weiternutzung des ehemaligen Krankenhauses gesucht. Der Abriss des erhaltenen Außengebäudes wird unter der Bedingung der Restaurierung des Hauptgebäudes 2000 genehmigt. Mangels Kaufinteressenten wird diese Option jedoch nicht genutzt. Im Januar 2005 stürzten Teile des Gebäudes ein, woraufhin ein beschleunigter Verfall einsetzte. Seit 2008 werden Teile der Westfassade durch Stützkonstruktionen gesichert. Weitere Gebäudeteile stürzten im Winter 2010 ein. Zuletzt 2012 wurde der Zustand als sehr schlecht und die Gefährdung als kritisch eingestuft.
2014 wurde die Bausubstanz des leerstehenden Gebäudes als derart schlecht eingestuft, dass trotz des hohen architektonischen Wertes ein Abriss als alternativlos gesehen wurde. Im März 2014 wurde das ehemalige Krankenhaus abgebrochen.